# Cédula de identidad (Costa Rica)
La cédula de identidad en Costa Rica es el documento único de identificación ciudadana y de exhibición obligatoria para realizar cualquier trámite legal o administrativo por parte de costarricenses mayores de 18 años de edad.
En virtud de los artículos 95 y 104 de la Constitución Política de Costa Rica su emisión está a cargo del Registro Civil del Tribunal Supremo de Elecciones cuya ley orgánica establece en el artículo 89 la obligación de todo costarricense mayor de 18 años de adquirir su cédula de identidad.
A partir de septiembre de 2016 la cédula empezó a expedirse en un formato moderno, durable y seguro de doble cara. El lado frontal contiene la foto de la persona portadora, su número de identificación personal único (número de cédula), firma oficial, nombre, apellidos y la observación de “también conocido como (C. C.)” de ser aplicable. En el lado reverso se incluye la fecha y lugar de nacimiento, nombre del padre y madre registrales, dirección del domicilio electoral, fecha de vencimiento de la cédula, una foto disminuida del portador en escala de grises y un código de barras que incluye los datos personales de la persona y los códigos de dos de sus huellas dactilares.
Desde el año 2002 el Registro Civil emite la Tarjeta de Identificación de Menores (TIM) como preámbulo de la cédula de identidad a las personas menores de edad de entre 12 a 18 años de edad no cumplidos. El obtenerla y portarla es una obligación legal para esa población.

## Antecedentes

### Antes de 1955
En 1925 se promulgó la Ley de Elecciones que ordenaba al Registro Civil expedir cédulas personales de sufragio a quienes estaban inscritos en la lista de votantes en Costa Rica. Dicha cédula no contenía filiación, fotografía ni referencia sobre su portador por lo que en 1927 durante el gobierno de Ricardo Jiménez Oreamuno se planteó reformar dicha ley.
En 1931 el Congreso Nacional de la República promulgó la Ley 40 creando una cédula de identidad con formato de libreta o cuadernillo la cual contenía nombre y dos apellidos del portador, su fotografía, edad, estado civil, nacionalidad, profesión u oficio, filiación y periodo de validez del documento, así como la firma del portador (si la persona sabía hacerlo) y el nombre de la autoridad que expedía la cédula.
En 1937 el Departamento Cedular de Tributación Directa confeccionó una cédula de finalidad tributaria que fue incorporándose en los procesos electorales generando cuestionamientos sobre el futuro de la cédula y si debía usarse solo para fines tributarios o si se le incorporaba una fotografía y datos concretos de su portador para hacerla elemento de los comicios.
En 1944 el gobierno ordenó crear una comisión encargada de redactar un proyecto de Ley Orgánica del Registro Cívico; en 1946 se promulgó el Código Electoral con la consecuente creación del Registro Electoral y a partir del 7 de abril de 1947 la cédula de identidad se convirtió en el documento de identificación y con rol electoral en Costa Rica cuya confección definitiva le fue encargada al Registro Electoral.
El 14 de septiembre de 1948 la Junta Fundadora de la Segunda República ordenó que el Tribunal Nacional Electoral pasara a ser el actual Tribunal Supremo de Elecciones y en diciembre del año siguiente ordenó fusionar los registros del Estado Civil y Electoral en un solo organismo que se llamaría Registro Civil, al cual se le dio rango constitucional en el artículo 104 de la Carta Fundamental vigente.

### 1955-2008
En 1955 se promulgó la Ley 1902 que ordenó crear un servicio para la obtención de documentos de identidad para los ciudadanos que debían proveerse de ellos, permitir la naturalización de extranjeros que tuviesen al menos 20 años de vivir en Costa Rica y para nacionalizar hijos de costarricenses nacidos en el extranjero. Ese mismo año el director del Registro Civil planteó la necesidad de llenar las cédulas de identidad a máquina.
El 25 de octubre de 1956 el Tribunal Supremo de Elecciones adoptó el sistema vigente de numeración de cédulas luego de una propuesta hecha tres días antes por el delegado Verny Mora Steinvorth. Dicho formato consiste en el número de provincia seguido de un guion, número de tomo seguido de otro guion y las últimas cuatro cifras del asiento de nacimiento.
En 1958 se llevaron a cabo las primeras elecciones con un padrón registro que contenía fotografía de los votantes, dos años más tarde se autorizó la emisión de cédulas recubiertas de plástico y a partir de 1962 solo se expidieron cédulas en ese material. La cubierta fue cambiada a otro tipo de plástico conocido como «permalam» en 1969 y se hicieron más cambios en 1979 y 1981.
En 1991 entró a regir la Ley de Inscripción y Cedulación Indígena que permitió a las personas indígenas solicitar al Registro Civil la inscripción de su nacimiento o el de sus hijos menores de edad, aun y cuando no tuvieran cédula de identidad que permitiera identificarlos previamente.
En 1998 se emitió la primera y penúltima cédula moderna en Costa Rica luego de un proceso de automatización y digitalización llevado a cabo desde 1994 que incluyó la actualización de más de 2 millones de fotografías. La última cédula con el formato antiguo caducó en el 2008, año en el que se incorporaron características táctiles a la cédula para hacerla accesible a las personas con discapacidad visual.

## Actualidad
En septiembre de 2016 el TSE lanzó la última y más moderna versión de la cédula de identidad costarricense en un evento al que asistieron los presidentes de los supremos poderes y donde recibieron sus documentos de identidad con ese nuevo formato.
Entre los aspectos implementados respecto al diseño vigente desde 1998 se encontraba un cambio de ubicación en el escudo nacional, ya no bajo la fotografía de la persona sino más centrado en la cédula; un tamaño de fotografía de la persona más grande y cambio de color en el fondo del número de la cédula, además de un sistema de seguridad mediante el cual con luz ultravioleta se puede ver una imagen de la fachada principal del Tribunal Supremo de Elecciones y una imagen holográfica que en un determinado ángulo muestra a la persona en escala de grises y en otro el número de su cédula.
En la parte trasera de la cédula se incluyó el nombre del padre y la madre, la fotografía de la persona en blanco y negro, un consecutivo de tarjeta para uso interno del TSE, un microtexto que se puede leer con una lupa y el código de barras con información protegida de los datos personales.
Inicialmente esta cédula contenía en su parte trasera el indicativo del sexo registral de la persona sin embargo por decreto del 14 de mayo de 2018 el Tribunal acordó eliminar ese dato para dar cumplimiento a la Opinión consultiva sobre identidad de género, e igualdad y no discriminación a parejas del mismo sexo de la Corte Interamericana de Derechos Humanos, la cual determinó que acceder a un cambio de nombre según la identidad de género autopercibida en la vía administrativa, gratuita y expedita era un derecho protegido por la Convención Americana sobre Derechos Humanos.
La eliminación de ese dato fue objeto de controversia por sectores conservadores en Costa Rica y fue impugnada ante la Sala Constitucional de la Corte Suprema de Justicia. El tribunal rechazó los reclamos al concluir que el Tribunal Supremo de Elecciones tenía la potestad de agregar o eliminar a voluntad elementos de la cédula de identidad en virtud del artículo 93 de la Ley Orgánica del Tribunal Supremo de Elecciones TSE y del Registro Civil y que en todo caso la supresión no violentaba derechos fundamentales.
Aunque históricamente el otorgamiento de la cédula de identidad se hizo sin costo para el ciudadano el 26 de abril de 2022 la Asamblea Legislativa aprobó en segundo debate la ley 10.243 para autorizar al Tribunal a cobrar por la reposición de la cédula de identidad una vez pedida por segunda vez en un año calendario, con excepción de las personas con discapacidad, adultos mayores, población indígena y privados de libertad; ni en general dos meses antes e incluso el mismo día en que se lleven a cabo elecciones nacionales o municipales.
Dicha ley se emitió en respuesta a personas que en un solo año pidieron hasta tres o cuatro cédulas las cuales tenían un costo de producción de US$ 7,29 para el año 2022. El Tribunal llegó a documentar casos de personas que durante su adultez habían solicitado hasta 150 cédulas de identidad y en marzo de 2019 la entidad valoró negar por primera vez en su historia el otorgamiento de una cédula de identidad luego que un hombre inconforme con la eliminación del sexo registral en el documento de identidad solicitara a modo de protesta 12 cédulas de identidad en menos de un mes.

## Tipos de cédula

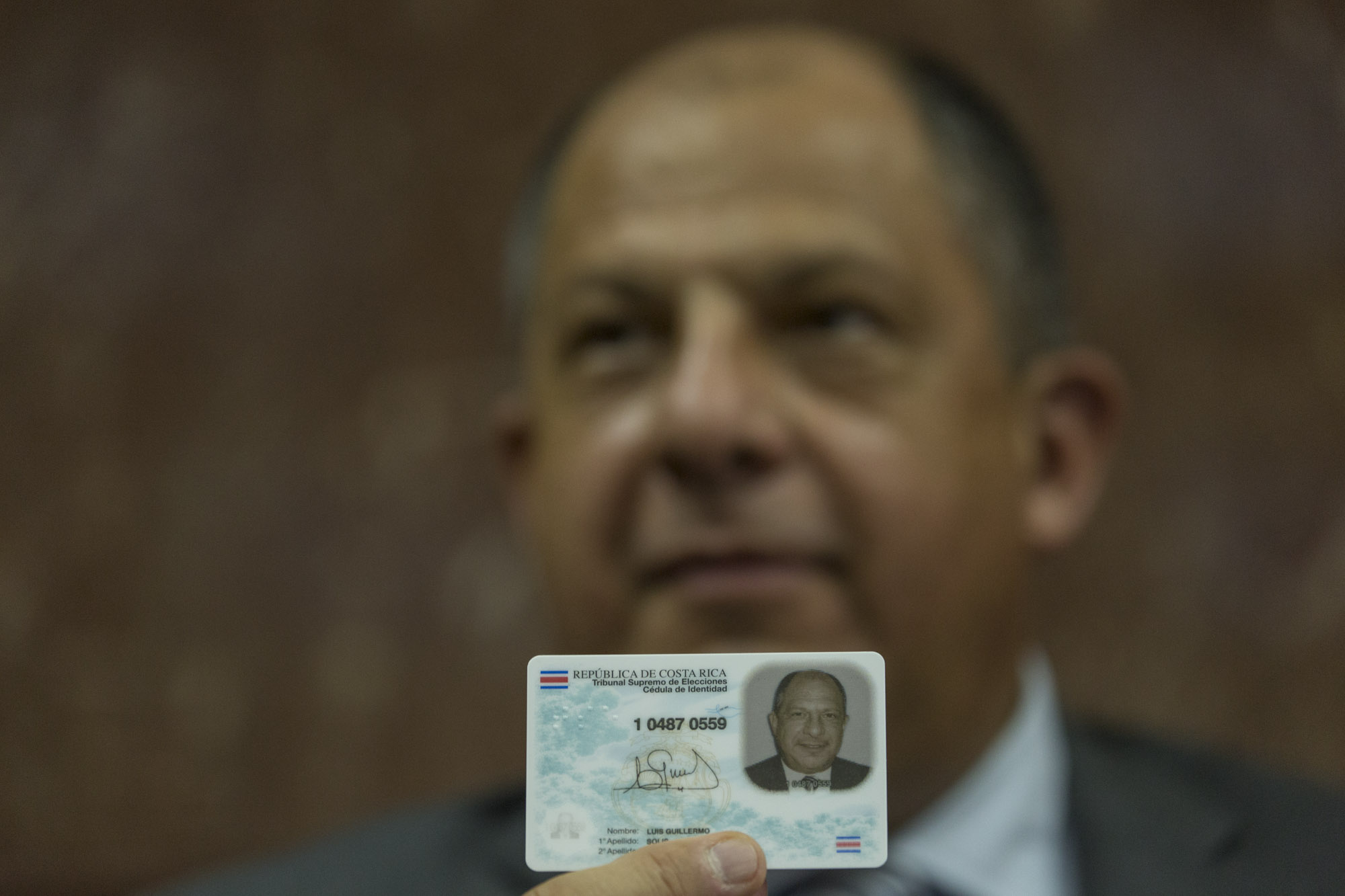
El presidente Luis Guillermo Solís muestra a los medios de comunicación su cédula de identidad con el nuevo formato.

En Costa Rica hay dos tipos de cédulas, ambas pueden solicitarse en la sede central del Registro Civil o en las oficinas regionales del Tribunal Supremo de Elecciones:
- Tarjeta de Identificación de Menores (TIM): Se otorga desde el año 2002 en virtud de la ley 7688 a los mayores de 12 años y menores de 18 años con el fin de ayudar en las labores del Registro Civil en la identificación inmediata de la persona menor de edad. A partir de 2004 la TIM tiene una vigencia desde la fecha de emisión y hasta que el menor adquiera la mayoría de edad o contraiga matrimonio.[28] Es un documento de portación obligatoria para la población en edad de poseerlo.[6]
- Cédula de identidad: Se entrega a los mayores de 18 años de edad y es la más ampliamente difundida en la población. Su validez es de 10 años una vez expedida y cumplido ese plazo sin haberse renovado la persona es eliminada de la lista de electores autorizados salvo que la fecha de vencimiento ocurra 12 meses antes de una elección convocada por el TSE, de modo que su vigencia se prorroga hasta el día de la elección.[3]

### Numeración de la cédula
El número de cédula que se le otorga a un costarricense depende de la provincia en la que haya nacido (primer dígito), los números de tomo (cuatro dígitos) y asiento (cuatro dígitos) en los que su nacimiento fue inscrito para efectos del Registro Civil. El número es único, irrepetible, intransferible e irrenunciable.
El primer dígito se otorga así: 
1. Nacidos en la provincia de San José.
2. Nacidos en la provincia de Alajuela.
3. Nacidos en la provincia de Cartago.
4. Nacidos en la provincia de Heredia.
5. Nacidos en la provincia de Guanacaste.
6. Nacidos en la provincia de Puntarenas.
7. Nacidos en la provincia de Limón.
8. Costarricenses por naturalización.
9. Partida Especial de Nacimientos (casos especiales como inscripción tardía de nacimientos o costarricenses nacidos en el exterior)

De este modo una cédula de identidad cuyo número es {\textstyle 1-1662-0841} se traduce en: persona nacida e inscrita en el asiento 841 del tomo 1662 de la provincia de San José.

## Usos
El artículo 95 de la Ley Orgánica del Tribunal Supremo de Elecciones TSE y del Registro Civil establece que la presentación de la cédula es indispensable para los siguientes actos:
- Emitir el voto.
- Todo acto o contrato notarial.
- Iniciar gestiones o acciones administrativas o judiciales.
- Firmar las actas matrimoniales civiles o católicas.
- Ser nombrado funcionario o empleado del Estado, sus instituciones y municipalidades.
- Formalizar contratos de trabajo.
- Firmar obligaciones a favor de instituciones autónomas, semiautónomas o de las Juntas Rurales de Crédito y Oficinas de Ayuda al Agricultor.
- Obtener pasaporte.
- Formalizar el Seguro Social, sin que esto ampare al patrono de las consecuencias que la ley y el reglamento de la Caja Costarricense de Seguro Social le imponen.
- Recibir dineros del Estado, municipalidades e instituciones autónomas o semiautónomas.
- Matricular menores de edad a su cargo en escuelas y colegios públicos o privados.
- Obtener o renovar la licencia de conductor de vehículos.
- Cualquier otra diligencia u operación en que sea del caso justificar la identidad personal.

Otras normas nacionales como el Código Electoral de 2009 o el Código Penal de 1970 establecen obligaciones de presentar la cédula de identidad en determinadas circunstancias, como la de verificación de adultez de una persona que va a comprar o consumir bebidas alcohólicas, comprar cigarrillos o ingresar a bares o clubes nocturnos, así como sanciones por no portar la Tarjeta de Identificación de Menores o la cédula de identidad sin justificante válido. 
Históricamente las instituciones públicas costarricenses requerían a los ciudadanos presentar una fotocopia de la cédula de identidad (además de la original) a la hora de llevar a cabo gestiones de cualquier tipo. Esa disposición fue eliminada por directriz del presidente Luis Guillermo Solís Rivera desde septiembre de 2016.
La cédula de identidad en personas mayores de 65 años los faculta a viajar de forma gratuita en el servicio de transporte público colectivo (trenes o autobuses de corta distancia).